# Логунов, Олег Владимирович
Олег Владимирович Логунов (род. 4 февраля 1962, Иркутск) — старший советник юстиции, заслуженный юрист Российской Федерации. Номер два в Списке Магнитского.

## Биография
Окончил Свердловский юридический институт в 1983 году. Работал в Приморском крае, где прошёл путь до зампрокурора Владивостока. В 1995 году баллотировался в депутаты Государственной думы, но не был избран;
- 1998 года — заместитель прокурора Псковской области, начальник следственного управления;
- С 2000 года — начальник Управления Генпрокуратуры РФ в СЗФО;
- С июня 2008 года — заместитель начальника управления УФСКН, заместитель начальника Следственного комитета при МВД России;
- С декабря 2009 года — начальник правового управления Генеральной прокуратуры Российской Федерации.
- С 2012 года — Заместитель полномочного представителя Президента Российской Федерации в Северо-Западном федеральном округе.

### Дело Магнитского
Олег Логунов является фигурантом списка Магнитского с формулировкой:

Лично следил за репрессивным уголовным делом против Сергея Магнитского. Разрешил чиновникам МВД выставить дело так, чтобы сам Магнитский выглядел как участник мошенничества на $230 миллионов, с целью арестовать его (спустя один месяц после того, как Магнитский представил свои доказательства) и действовать как следователям в деле против него. Инициировал арест Магнитского на 12 месяцев без суда. Приложил усилия, чтобы содержание под стражей в его случае было увеличено до трех лет, по сравнению со стандартным сроком в 2 месяца, который предписан по закону.Оригинальный текст (англ.)Personally oversaw the repressive criminal case against Sergei Magnitsky. Authorized the Interior Ministry officers, implicated by Sergei Magnitsky in the $230 million fraud, to arrest him (one  month after his testimony) and to act as investigators in the case against him. Authorized his detention for 12 months without trial. Authorized that the pre-trial period in his case should be extended to three years compared to the standard 2-months period which is prescribed by law.
С 12 апреля 2013 года (с самой первой редакции) входит в санкционный список по американскому закону Магнитского.